# Хоббіт: Несподівана подорож
«Хоббіт: Несподівана подорож», також «Гобіт: Несподівана подорож» (англ. «The Hobbit: An Unexpected Journey») — перша частина кінотрилогії «Хоббіт» режисера Пітера Джексона, в основі якої лежить книга Дж. Р. Р. Толкіна «Гобіт, або Туди і звідти». Приквел кінотрилогії «Володар перснів».

## Сюжет
Гобіт Більбо Торбин пише книгу спогадів, адресовану його небожеві Фродо. Його історія починається в королівстві ґномів Еребор, що процвітало завдяки видобутку коштовних каменів і золота. Одного разу в товщі гори було знайдено Горикамінь — діамант, який король ґномів Трор зробив головним скарбом королівства. З часом Трор став жадібним, прагнучи накопичувати більше і більше золота. Ці багатства привабили дракона Смоґа, що спалив сусіднє людське місто Дейл, вигнав з Еребора ґномів та заволодів його скарбами. Король ельфів Трандуїл не схотів наражати свій народ на небезпеку і відмовився допомогти. Як наслідок гноми Еребору розійшлися Середзем'ям в пошуках кращого життя.
Минає 60 років, до Більбо приходить чаклун Ґандальф, який шукає охочих вирушити в одну пригоду. Більбо відмовляється і ховається в будинку, але чарівник ставить на дверях мітку. Ввечері до будинку Більбо з'являються в супроводі Ґандальфа непрохані гості, 13 гномів на чолі з Торіном Дубощитом, нащадком Трора. Вони сподіваються вирушити в похід, щоб повернути своє королівство, але для цього треба пробратися всередину гори Еребор. Для того їм потрібен майстерний злодій і зламувач замків, яким Ґандальф вважає Більбо. Гобіт відмовляється, але наступного ранку, зваживши, що іншої нагоди вирушити в подорожі не буде, наздоганяє ґномів і приєднується до них.
Уночі ґном Балін розповідає історію про битву біля Східних воріт Морії, іншого ґномського міста. Тоді Торін боровся з варварами орками і їхнього ватажка Азоґа та відрубав йому руку. В цей час Азоґ збирає нове військо у фортеці Дол-Ґулдур, щоб помститися і заволодіти багатствами Еребору. Незабаром починається злива, Більбо цікавиться чи може Ґандальф змінити погоду і той розповідає про цілий орден магів, які захищають світ від сил зла. Один з них — Радаґаст Брунатний, який дуже любить тварин і навіть покинув за турботою про них боротьбу зі злом. У цей час Радаґаст виявляє, що в його лісі якась чаклунська сила вбиває все живе і поширює чудовиськ.
Мандрівники зупиняються на привал біля руїн, виявляючи, що десь поруч є орки. Вночі, коли Ґандальф вирушає у своїх таємничих справах, ґномів і гобіта схоплюють тролі та готуються з'їсти. Більбо вигадує, що ґноми хворі й така їжа не піде тролям на користь. Поки ті думають що робити, Ґандальф повертається і валить скелю. Світанкове світло, що лине з-за неї, обертає тролів на камінь. У печері тролів маг і гноми знаходять скарби, а серед них ельфійські мечі. Більбо забирає собі чарівний клинок Жало, що світиться при наближенні ворогів.
Подорож продовжуються, але несподівано на мандрівників нападають орки. Рятуватися доводиться в ущелині, яка веде в ельфійське королівство Рівенділ. Король Елронд приймає гостей, хоч гноми не вельми раді цьому. Ґандальф розповідає про мету подорожі, Елронд, розглянувши на карті Торіна зачакловані написи, застерігає, що вхід до гори відкриється тільки в останній день осені. Азоґ тим часом довідується, що ґномів не вдалося схопити й посилає нових переслідувачів.
Ґандальф вирушає на зустріч із главою магів Саруманом, дорогою зустрівши Радаґаста, який передає тривожні новини. Ґандальф розповідає все, що довідався за минулі роки: орки збирають військо, з гір спускаються тролі і за цим стоїть загадковий Некромант з фортеці Дол-Ґулдур. Але Саруман вважає, що той перебільшує загрозу. Тоді Ґандальф демонструє захоплений у своїх пригодах меч Короля-чаклуна, котрий був давно похований. Це не переконує Сарумана, однак Елронд і ельфійська королева Ґаладріель розуміють — загроза реальна. Ґноми ж із Більбо потай ідуть з Рівендолу. Коли Ґаладріель запитує в Ґандальфа чому він обрав Більбо, той відповідає — бо зло поборюють добрі малі буденні вчинки й не треба для цього бути могутнім чаклуном.
Ґноми перетинають гори, де ледве рятуються від битви двох камінних велетнів у підземеллі. Торін вважає Більбо тягарем для нього, що не вміє нічого корисного. Ґандальф же виявляє зникнення друзів та біжить навздогін, щоб вберегти від ворогів, які можуть з'явитися на шляху. Меч Більбо світінням повідомляє про наближення ґоблінів, але це не допомагає уникнути їхнього полону. Ґобліни приводять гномів до свого короля Великого Ґобліна, що впізнає Торіна. Він замислює продати Торіна Азоґу за великі гроші. В цей час Більбо відбивається від решти і блукає підземеллями. Гобіт зустрічає істоту Ґолума, котрий у полюванні на ґобліна губить свій перстень. Підібравши його, Більбо пропонує Ґолуму зіграти в загадки, щоб вибратися з підземель. Якщо переможе він — Ґолум покаже вихід, а якщо Ґолум — той з'їсть Більбо. Торбин запитує, що лежить у нього в кишені (перстень), Ґолум не знає цього і змушений показати дорогу. Але скоро істота помічає зникнення персня й кидається навздогін. Тікаючи від Ґолума, Більбо випадково надягає перстень і стає невидимим. У цей час ґномам вдається, завдяки допомозі Ґандальфа, звільнитися з полону і вбити короля ґоблінів. Попри можливість вбити Ґолума біля виходу на поверхню, Більбо жаліє його та скоро знаходить гномів.
Загін Азоґа наздоганяє мандрівників і жене їх до урвища. Торін виходить на поєдинок проти Азоґа, але програє. Раптом Більбо нападає на лиходія, чим рятує Торіна і завойовує повагу ґномів. Ґандальф прикликає на порятунок гігантських орлів, які скидають орків зі скель. Азоґ тікає, сподіваючись помститися пізніше. Орли висаджують мандрівників неподалік від Еребору, але попереду ще лежить темний Морок-ліс. Торін просить вибачення перед Більбо і всі разом вирушають до гори. Та Смоґ, що сховався в купі золота, пробуджується.

## Дубляж українською
Українською мовою назва фільму була перекладена як «Хоббіт», попри те, що в перекладах книги використовується слово Гобіт. Студія «Postmodern», яка працювала над перекладом, заявила, що намагалася обрати «найкращий і найблагозвучніший варіант перекладу». Перекладач прокоментував, що це питання не настільки принципове.
Катерина Фуртас, менеджер з дубляжу студії «Postmodern», сказала:

| «Ще до початку роботи ми узгодили з Warner Bros. переклад усіх власних назв, ключових фраз тощо.»[3] |
Автором українського перекладу фільму є Роман Дяченко, а режисером дубляжу виступила Анна Пащенко.
| Актор               | Роль                       | Український дубляж   |
| ------------------- | -------------------------- | -------------------- |
| Мартін Фріман       | Більбо Торбин              | Олесь Гімбаржевський |
| Ієн Голм            | Більбо Торбин (у старості) | Юрій Висоцький       |
| Річард Армітедж     | Торін Дубощит              | Михайло Жонін        |
| Ієн Маккеллен       | Ґандальф                   | Олександр Ігнатуша   |
| Енді Серкіс         | Ґолум                      | Михайло Кришталь     |
| Кейт Бланшетт       | Ґаладріель                 | Ольга Сумська        |
| Г'юго Вівінґ        | Елронд                     | Ігор Волков          |
| Кен Скотт           | Балін                      | Євген Малуха         |
| Джеймс Несбіт       | Бофур                      | Михайло Войчук       |
| Крістофер Лі        | Саруман                    | Віталій Дорошенко    |
| Елайджа Вуд         | Фродо Торбин               | Павло Лі             |
| Сильвестр МакКой    | Радаґаст                   | Максим Кондратюк     |
| Лі Пейс             | Король Трандуїл            | без слів             |
| Дін О'Горман        | Філі                       | Андрій Федінчик      |
| Ейдан Тернер        | Кілі                       | Дмитро Гаврилов      |
| Грем МакТавіш       | Двалін                     | Михайло Кукуюк       |
| Баррі Гамфріс       | Великий Ґоблін             | Олександр Бондаренко |
| Ману Бенет          | Азоґ                       | не дублюється        |
| Джон Коллен         | Ойн                        | Анатолій Барчук      |
| Пітер Гемблтон      | Ґлоїн                      | Василь Мазур         |
| Марк Гедлоу         | Дорі                       | Анатолій Зіновенко   |
| Джед Брофі          | Норі                       | Андрій Альохін       |
| Адам Браун          | Орі                        | Дмитро Бузинський    |
| Вільям Кірхер       | Біфур                      | Дмитро Вікулов       |
| Стівен Гантер       | Бомбур                     | Сергій Солопай       |
| Вільям Кірхер       | Троль Том                  | Андрій Мостренко     |
| Марк Гедлоу         | Троль Берт                 | Володимир Терещук    |
| Пітер Гемблтон      | Троль Вільям               | Володимир Ніколаєнко |
| Бенедикт Камбербетч | Некромант                  | не дублюється        |
| Джефрі Томас        | Король Трор                | не дублюється        |
| Майкл Мізрахі       | Траїн II                   | без слів             |
| Брет МакКензі       | Ліндір                     | Іван Розін           |
| Конан Стівенс       | Больґ                      | не дублюється        |
|                     |                            |                      |